# 張和中
張和中（1564年—？），字可育，號同春，山東濟南府濱州人，軍籍，明朝政治人物。

## 生平
萬曆十年（1582年）壬午科山東鄉試第十五名，萬曆十四年（1586年）丙戌科會試三百三十九名，登二甲第三十九名進士。兵部观政，十五年授南直隶扬州府通州知州，二十年考察降用，改襄陽府儒學教授，二十二年升國子監助教，二十四年升靖州知州，二十九年升汝寧府同知。三十五年起補山西潞安府同知，三十九年陞四川顺庆府知府。四十一年調任廣平府知府，四十三年升廣西副使，四十四年考察去職。

## 家族
曾祖張孟繡，曾任教授贈戶部郎中入名宦；祖父張延度，曾任增廣生；父張弤，曾任選貢見任□□縣學訓導。母王氏。重庆下。兄黄中、美中、貞教（生员）。弟剛中、健中、纯中、粹中、次微、次璧。